# تلویزیون عشتار
تلویزیون ماهواره‌ای عشتار یک تلویزیون آشوری است، که برنامه‌هایش بزبان‌های آشوری و کردی و عربی پخش می‌کند. بنیانگذار آن «سرکیس اغاجان» می‌باشد. در تاریخ ۲۰۰۵/۵/۱۷ برنامه‌های آزمایشی و در تاریخ ۲۰۰۵/۱۲/۲۲ شروع به بخش برنامه‌های زنده کرد. مقر آن در شهرک عنکاوه در استان اربیل قرار دارد و دارای دفاتری در بغداد، دهوک، کرکوک، نینوا، ایالات متحده آمریکا، کانادا، سوئد، فرانسه، استرالیا و خبرنگارانی در کشورهای مختلف می‌باشد. مدیر کل این شبکه تلویزیونی «رازمیک مرادیان» است.